# Giovanni Rienzo
Giovanni Rienzo (Castellammare di Stabia, 29 gennaio 1980) è un attore italiano.

## Biografia
È noto soprattutto per il ruolo dell'agente Alfio Donati nella serie tv La Squadra, in onda su Rai 3.
Ha partecipato anche a svariate fiction tv e a varie campagne pubblicitarie (le pubblicità progresso del Ministero dell'Interno, soprattutto nei periodi Natale-Capodanno). Vive tra Napoli, Castellammare di Stabia e Roma.

## Filmografia

### Cinema
- Un nuovo giorno, regia di Aurelio Grimaldi (1999)
- Prima del tramonto, regia di Stefano Incerti (1999)
- Rosa Funzeca, regia di Aurelio Grimaldi (2002)
- Mariti in affitto, regia di Ilaria Borrelli (2004)
- Ferragosto a pezzi, regia di Corrado Taranto (2008)

### Televisione
- La squadra, registi vari - Serie TV - Rai Tre (2000-2007)
- Forza 10 - Serie TV, puntata 0, regia di Antonio Canitano (2013)
- I Cesaroni 6 - Serie TV, regia di Francesco Paolini (2014)
- È arrivata la felicità - Serie TV, regia di Francesco Vicario (2015)
- Gomorra 2 - Serie TV, registi vari (2016)

### Cortometraggi
- I silenzi del cuore, regia di Onofrio Brancaccio (2005)
- Luce nell'ombra, regia di Fabio Massa (2005)
- Domenica m'innamoro, regia di Angelo Mozzillo (2009)